# Kenwood House

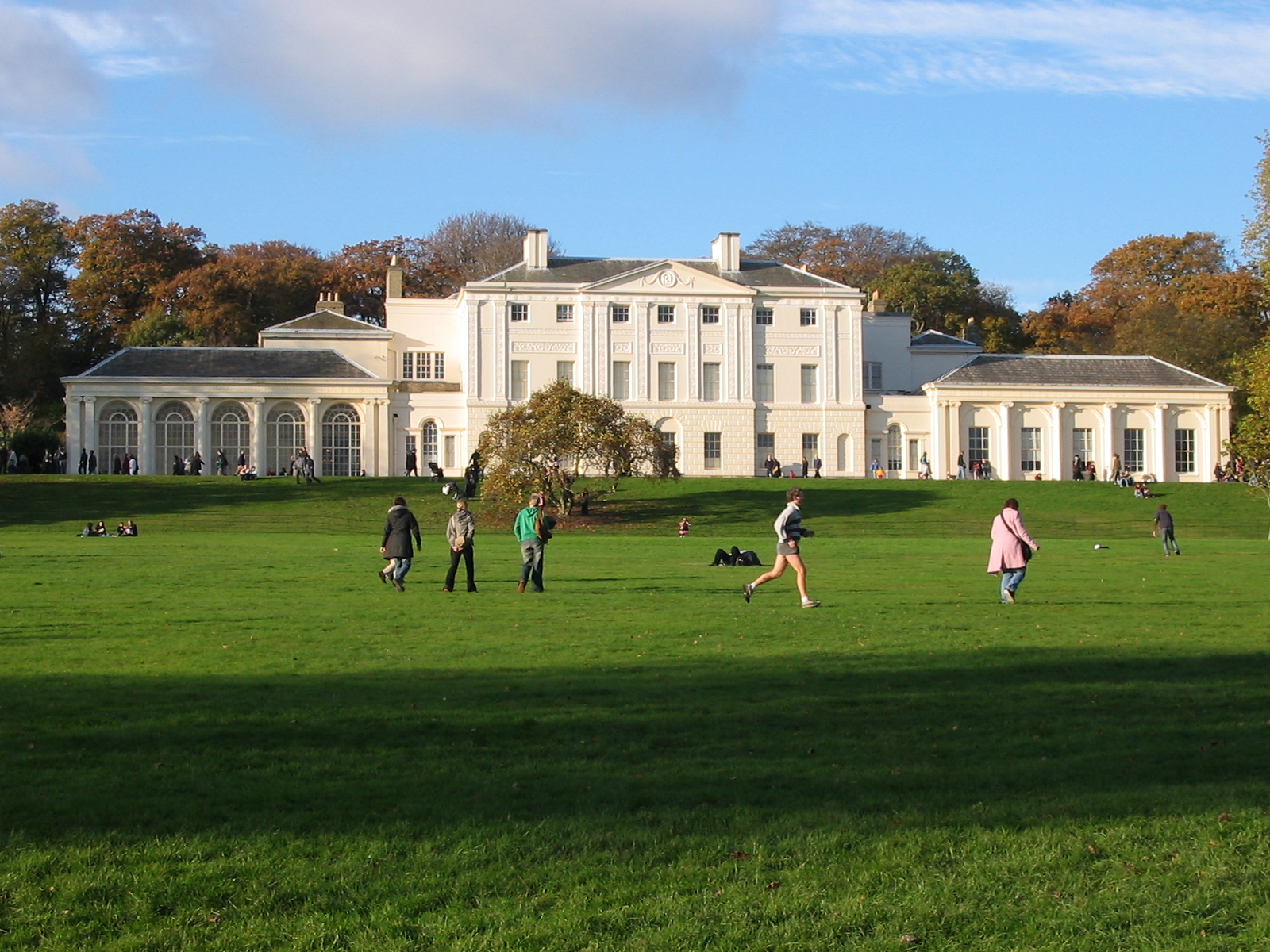
Kenwood House

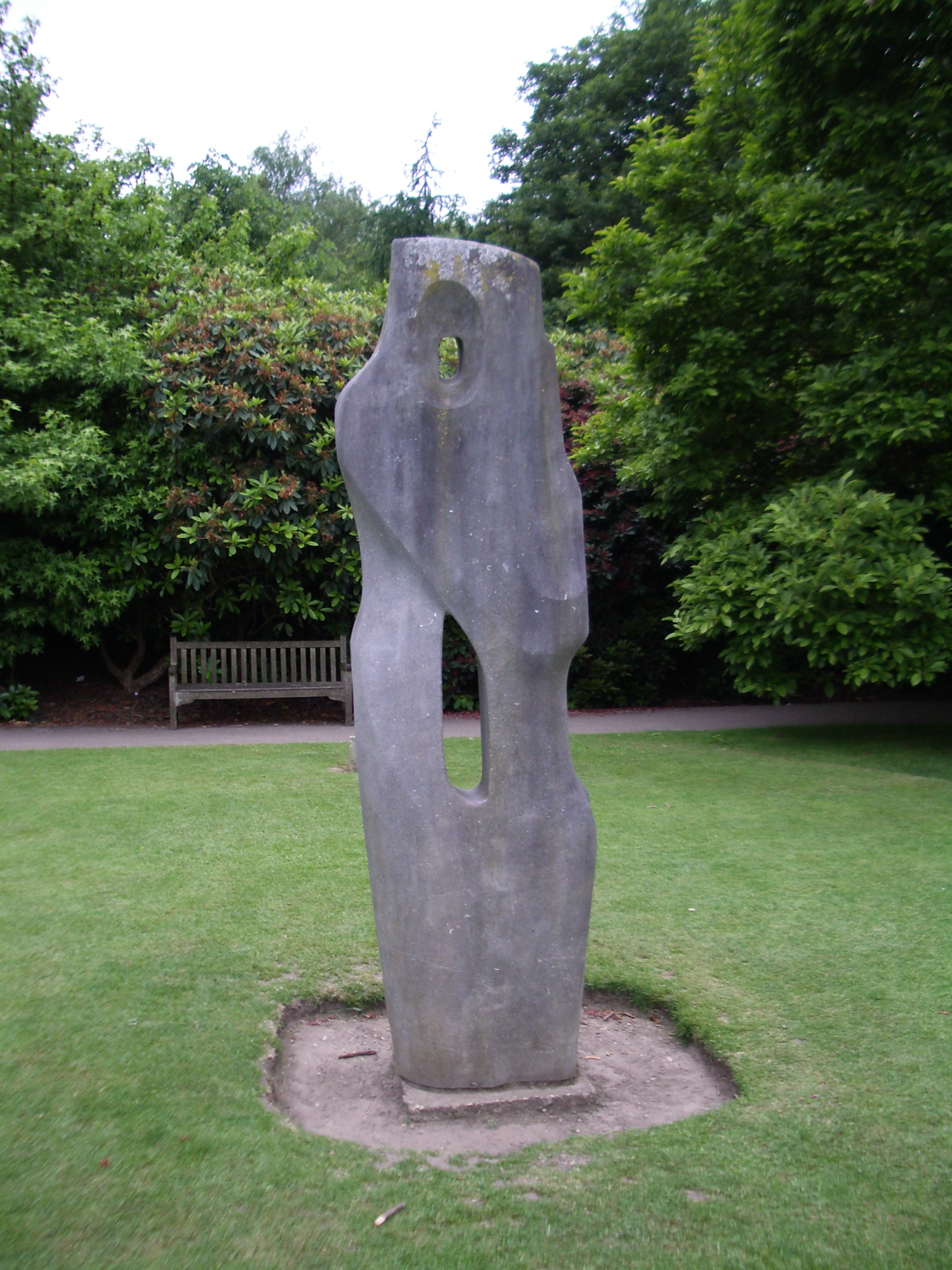
Monolyth-Empyrean (1953) van Barbara Hepworth

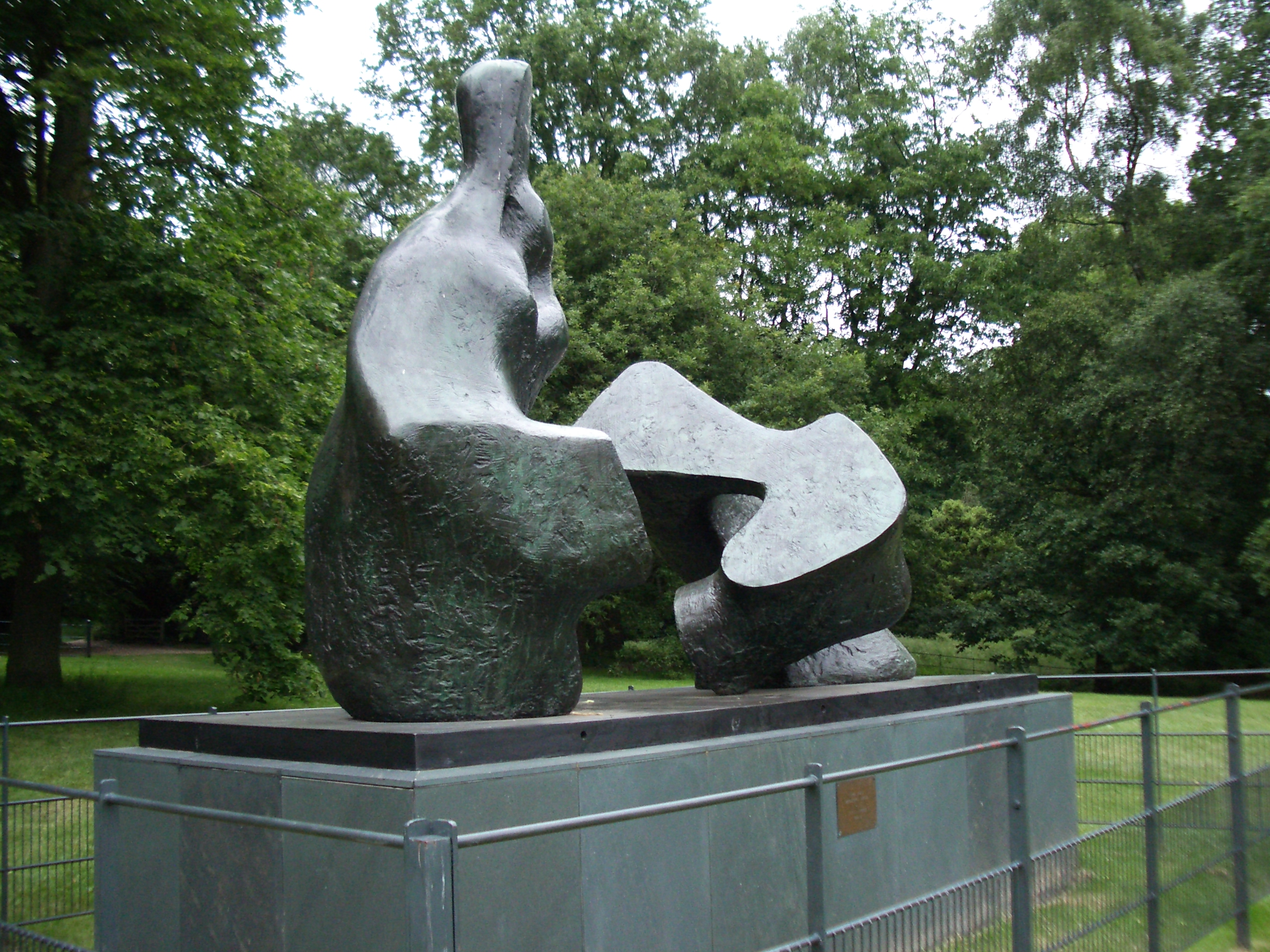
Two Piece Reclining Figure van Henry Moore

Kenwood House and Garden is een voormalig landgoed in Hampstead Heath in Londen. Het behoort sinds 1927 tot het uitgebreide bezit van English Heritage en kan uiteraard worden bezichtigd.

## Geschiedenis
Het oorspronkelijk uit de Zeventiende Eeuw stammende gebouw werd tussen 1764 en 1779 voor William Murray, 1. Earl of Mansfield gerestaureerd en uitgebreid door de architect Robert Adam . Na Osterley Park en Syon House was dit het derde voorbeeld van een bouwwerk van Adams in de klassicistische stijl. Vooral het interieur van de bibliotheek geldt als een hoogtepunt in Adams scheppingskunst.
In 1925 kocht Lord Iveagh, een erfgenaam van de Engelse bierbrouwersfamilie Guinness, het landgoed met het bijbehorende park en schonk het bezit twee jaar later bij zijn dood (1927) aan de Engelse Staat. De schilderijenverzameling behoorde eveneens tot de schenking. Drie bijzondere werken behoren tot de collectie: een laat zelfportret van Rembrandt, een Vermeer en een Hals.

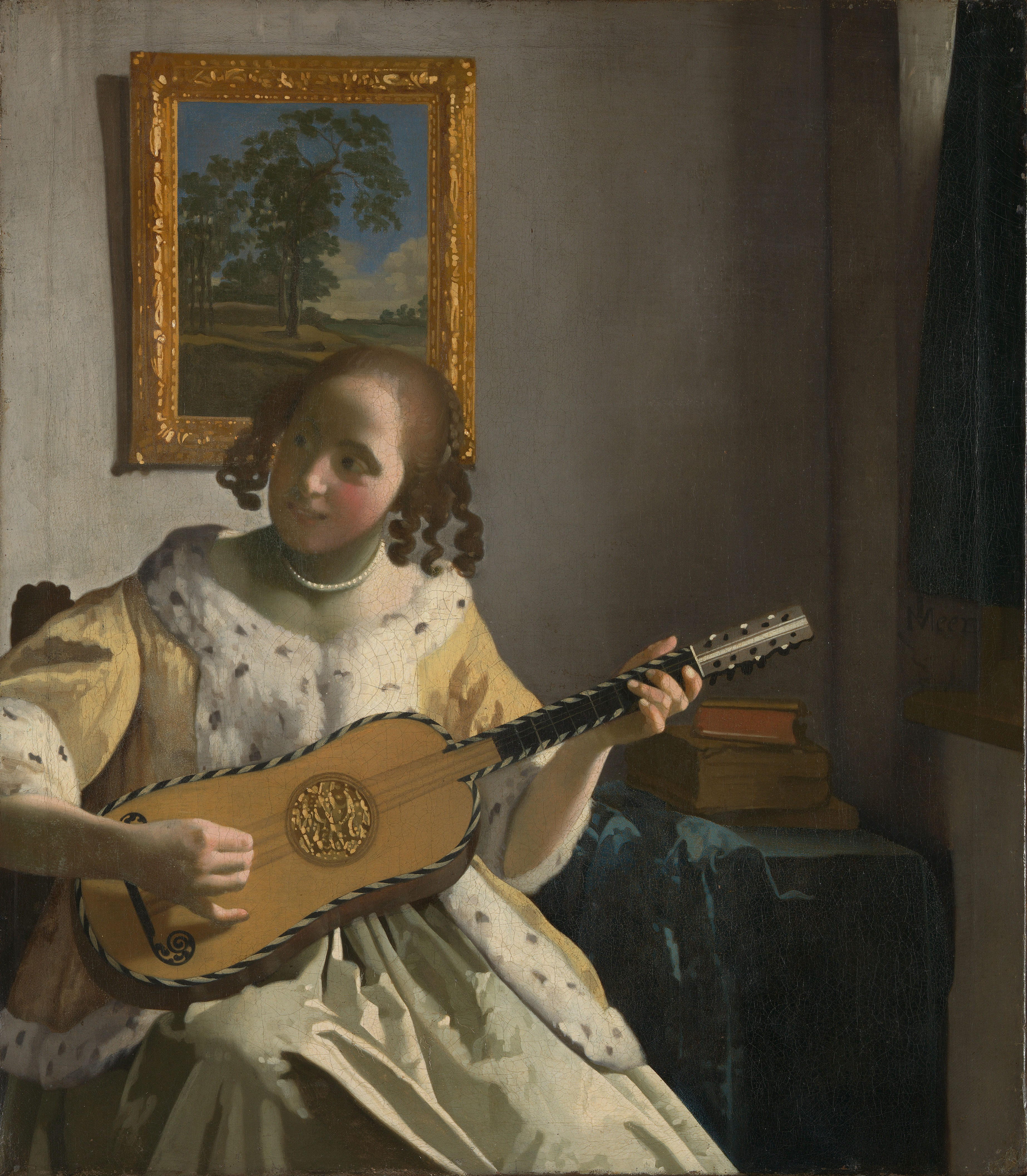
Vermeer: De gitaarspeelster
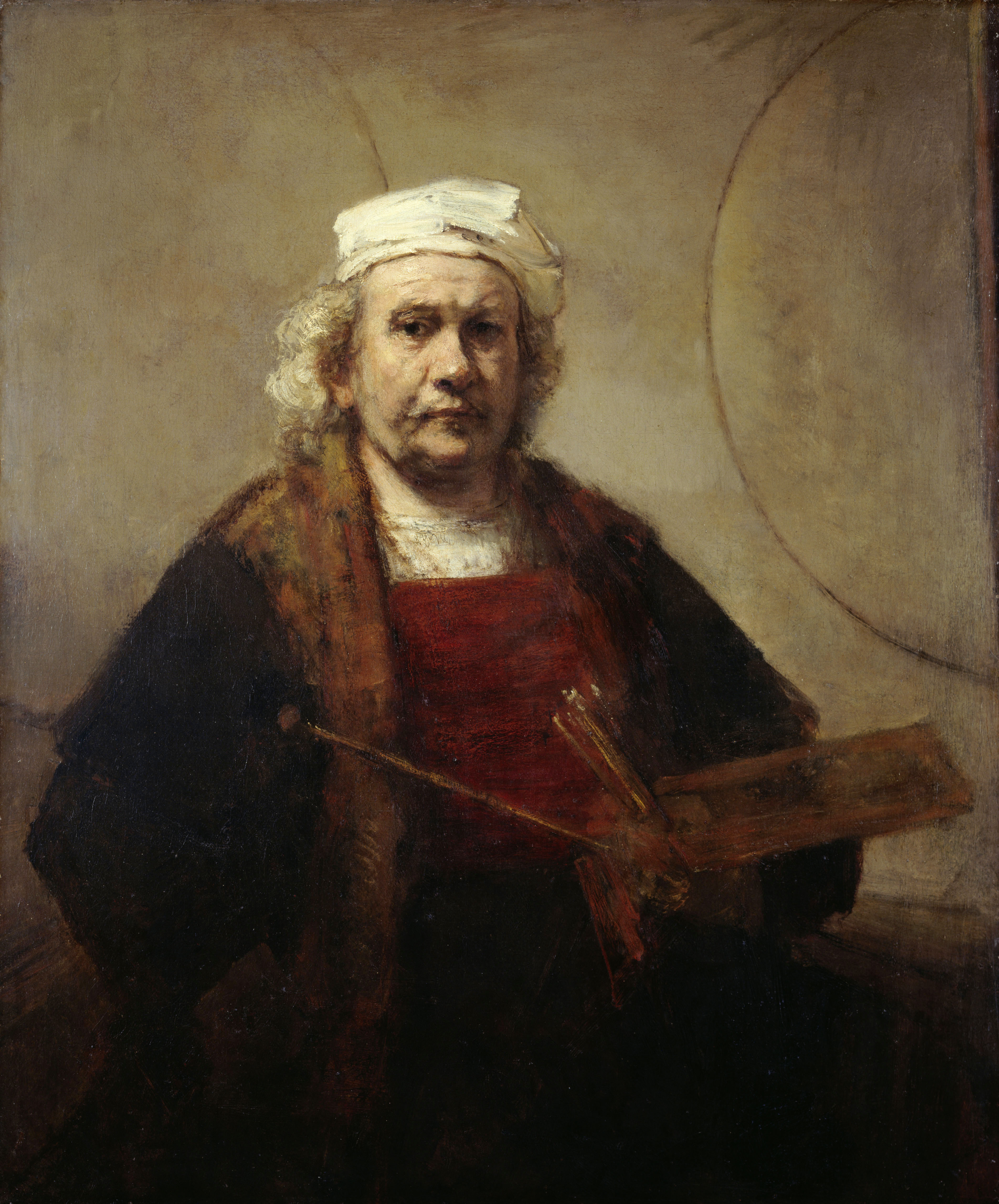
Rembrandt: Zelfportret (1661)
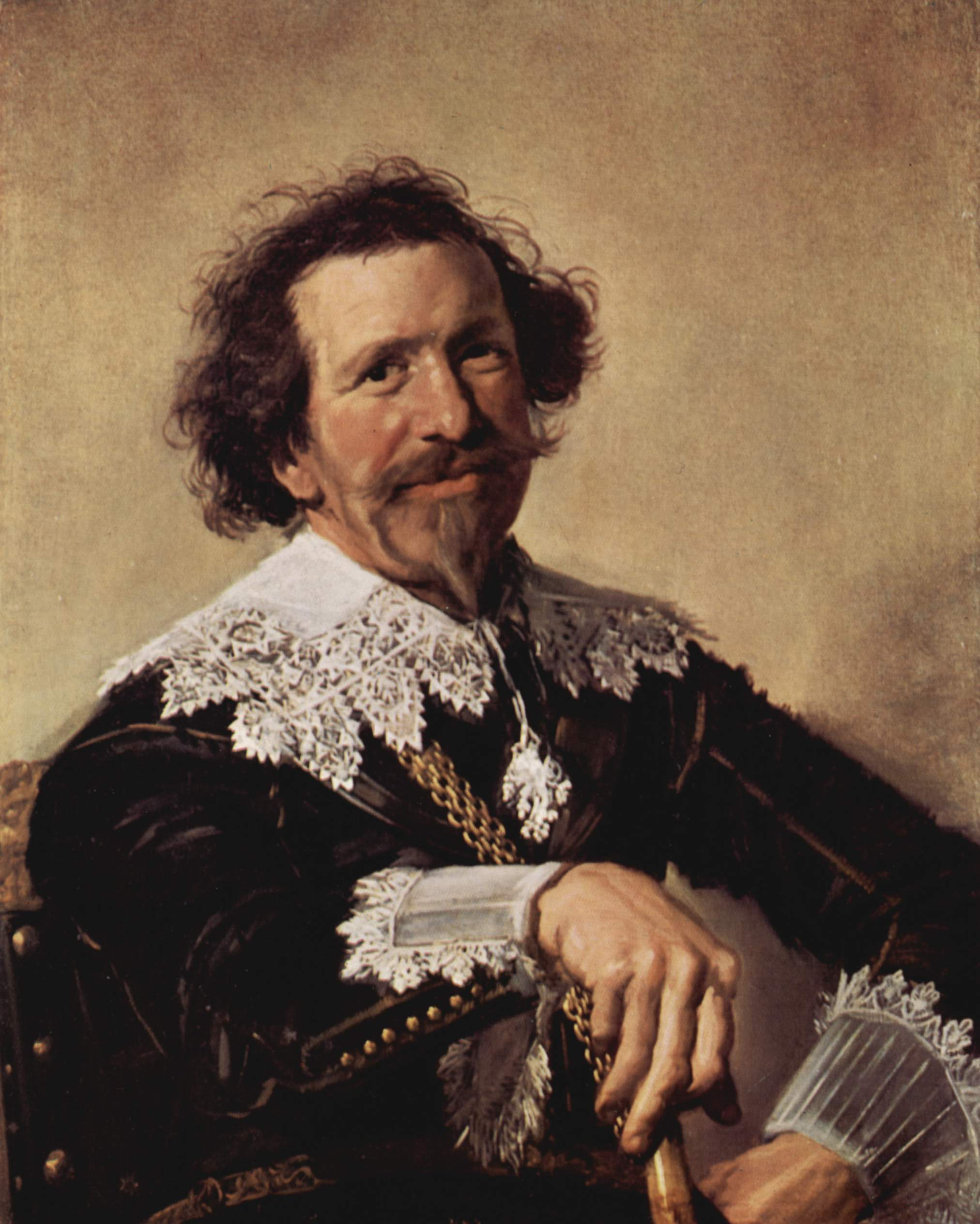
Frans Hals: Portret van Pieter van den Broecke

## Beeldenpark
Het landgoed heeft een in de Engelse stijl aangelegde landschappelijke tuin, vermoedelijk oorspronkelijk ontworpen door de
landschapsarchitect Humphry Repton. De tuin contrasteert met het omringende bosrijke landschap en het natuurlijke Hampstead Heath in het zuiden. Arabella Lennox-Boyd heeft een nieuw gedeelte van de tuin aangelegd.
De (kleine) beeldencollectie in de omgeving van het huis omvat werken van Barbara Hepworth, Henry Moore, Reg Butler en Eugène Dodeigne.

## Ten slotte
Het aangrenzende park is een geliefd dagtochtje voor de Londenaren en 's zomers vinden hier regelmatig openluchtconcerten plaats. Delen van de film Notting Hill werden hier opgenomen.